# 京都ごごいち
「京都ごごいち（きょうとごごいち）」
2001年4月2日から2002年3月29日までKBS京都ラジオで毎週月曜日から木曜日の13:00 - 15:50に生放送されていた情報番組。

## 月曜日
副題「とってもシルクな月曜日」
- - 非常階段シルク
  - 森谷威夫
- 月曜日の名物コーナー
  - 幸せを呼ぶシルク式ダイエット
  - 京女語録
  - 医療ウォッチング
  - 和尚の心コロコロ(毎月最終月曜日のみ)

## 火曜日
副題「火曜ふれあいかの子」
(西川かの子さんの初レギュラーパーソナリティーになった番組)
- - 西川かの子
  - 森谷威夫
- 火曜日の名物コーナー
  - 京都・百花繚乱
  - 京都なんでも修行

## 水曜日
「森脇健児のグッド・ウェンズデー」
- - 森脇健児
  - 平野智美
- 水曜日の名物コーナー
  - ごごいち新人名事典
  - 「サンガ大好き」レポーター和田りつ子

## 木曜日
「三井雅弘のホットな木曜日」
- - 三井雅弘
  - 平野智美
- 木曜日の名物コーナー
  - 三井雅弘の私的紳士交遊録
  - 京都魔界案内

## ラジオカーレポート
京都地区「ウェービー」
- 団野真子

福知山局「北近畿号」
- えみ京子
- 松田幸子